# انتونیو لوکیچ
انتونیو لوکیچ (انگلیسی: Antonio Lukich؛ زادهٔ ۱۹۹۲) کارگردان فیلم، و کارگردان تلویزیونی اهل اوکراین است.